# 森本駅
森本駅（もりもとえき）は、石川県金沢市弥勒町（みろくまち）にある、IRいしかわ鉄道IRいしかわ鉄道線の駅である。
2015年3月14日の北陸新幹線開業による経営移管までは、西日本旅客鉄道（JR西日本）北陸本線の駅であった。
IRいしかわ鉄道線の列車のほか、西日本旅客鉄道（JR西日本）津幡駅から同線に乗り入れる七尾線の列車も停車する。

## 歴史

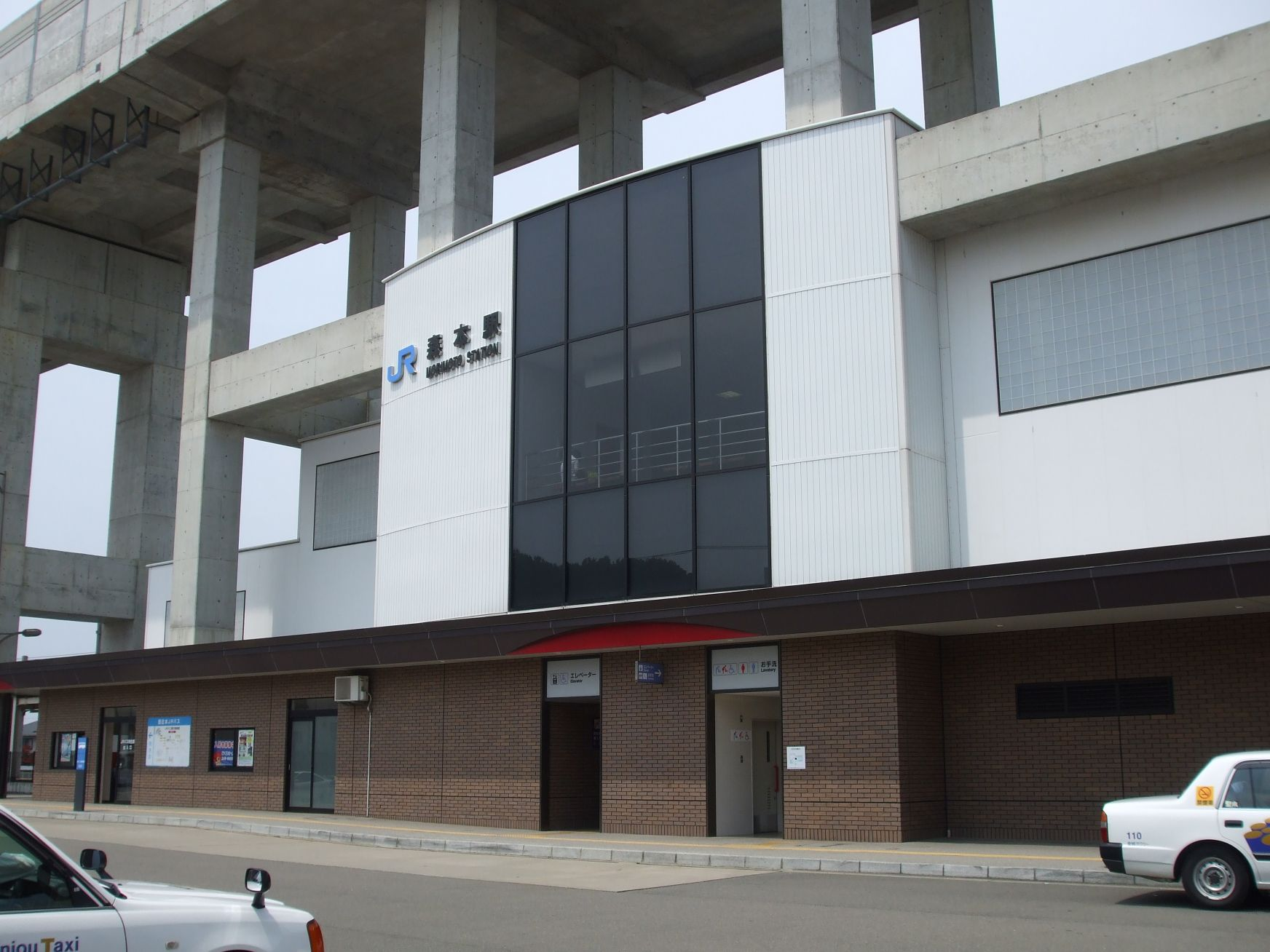
JR西日本時代の森本駅（2008年）

- 1911年（明治44年）11月1日：国鉄北陸本線の金沢駅 - 津幡駅間に新設開業（一般駅）[3][4]。
- 1977年（昭和52年）5月1日：貨物の取扱を廃止（旅客駅となる）[6]。
- 1985年（昭和60年）3月14日：荷物の取扱を廃止[6]。
- 1987年（昭和62年）4月1日：国鉄分割民営化に伴い、西日本旅客鉄道（JR西日本）の駅となる[6]。
- 1992年（平成4年）11月：みどりの窓口営業開始。
- 2002年（平成14年）
  - 10月21日：北陸新幹線支障移転に伴い、当駅 - 金沢駅間の線路切り替え[7]。上下旅客線と上下貨物線で複々線となっていたが、旅客線を貨物線へ統合する形で複線となる[8]。
  - 12月8日：橋上駅舎に改築[1][2][4]。
- 2015年（平成27年）3月14日：北陸新幹線金沢延伸開業に伴い、IRいしかわ鉄道の駅となる[9][10][11]。
- 2017年（平成29年）4月15日：ICカード「ICOCA」の利用が可能になる[12][13][14][15]。
- 2021年（令和3年）3月21日：東口駅前広場が完成[16][17]。
- 2024年（令和6年）
  - 3月15日：みどりの窓口の営業を終了[5]。
  - 3月16日：終日無人化[5]。
  - 3月16日：北陸地区主要駅でながれている自動放送導入。

## 駅構造
単式ホーム1面1線と島式ホーム1面2線、計2面3線のホームを有する地上駅で、橋上駅舎を持つ。各ホームにはバリアフリー対策としてエレベーターが設置されている。駅舎は鉄骨造2階建てで、東西自由通路を有している。
無人駅。2024年3月15日まではJR西日本金沢メンテックが業務を受託する業務委託駅で、みどりの窓口が設置されていた。JR北陸本線時代は金沢駅の被管理駅であった。
1階にはJRバスの待合室が設置されている。待合室の横にはテナントが入れるようになっていたが、設置当初から入居する業者などはなく、現在はJRバスの乗務員休憩室となっている。
東側（山側）には北陸新幹線の高架が並行している。

### のりば
| のりば | 路線              | 方向 | 行先           |
| ------ | ----------------- | ---- | -------------- |
| 1      | ■IRいしかわ鉄道線 | 上り | 金沢・福井方面 |
| 2・3   | ■IRいしかわ鉄道線 | 下り | 高岡・富山方面 |
| 2・3   | ■JR七尾線直通     | -    | 羽咋・七尾方面 |

- 列車運転指令上では、1番のりばが「上り本線」、2番のりばが「中線」、3番のりばが「下り本線」とされており、通常の発着には1番のりばと3番のりばが使われる[3]。
- 列車接近掲示器から流れるメロディーは、すべてののりばが「アニーローリー」（新音源タイプ）である。

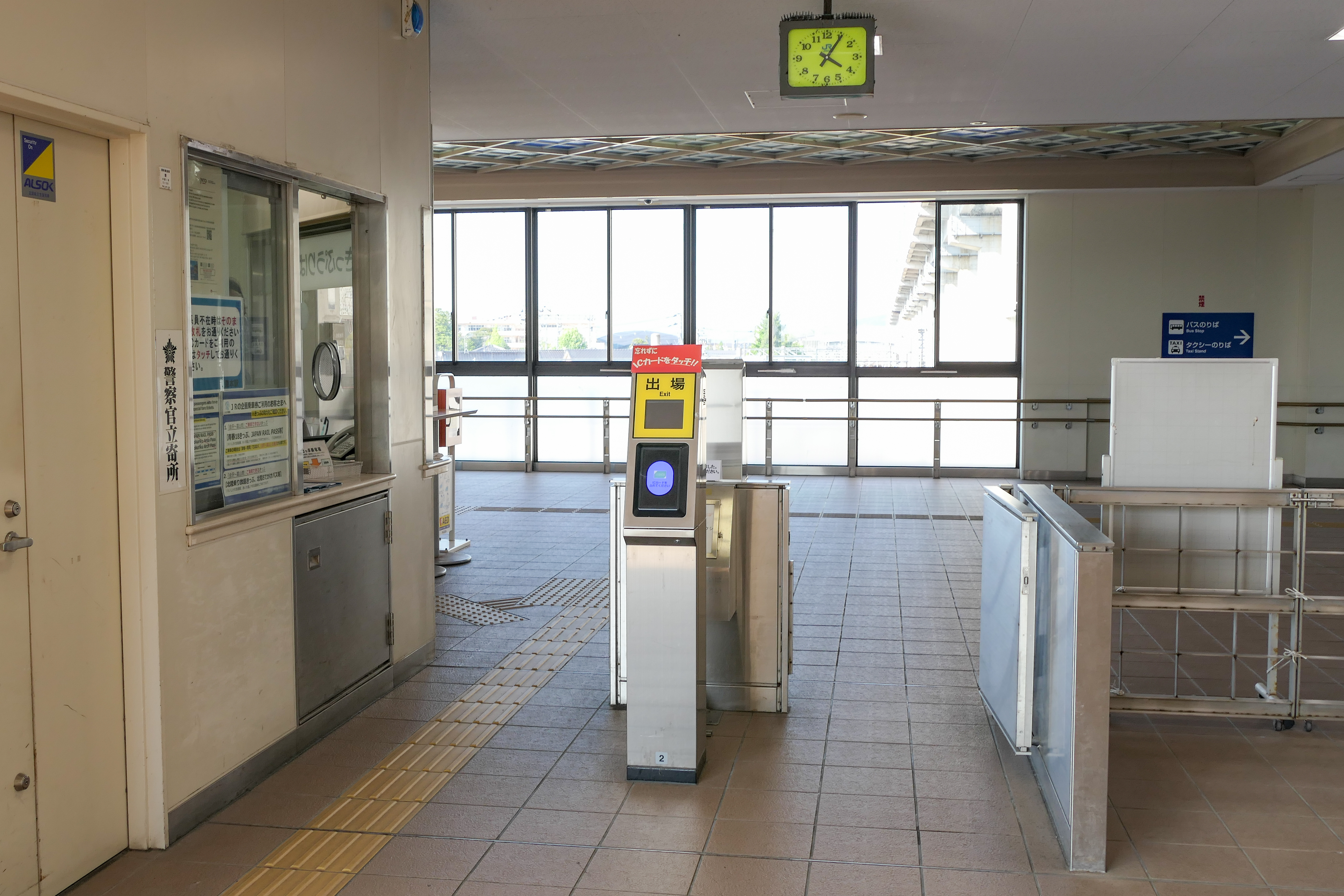
改札口（2023年6月）
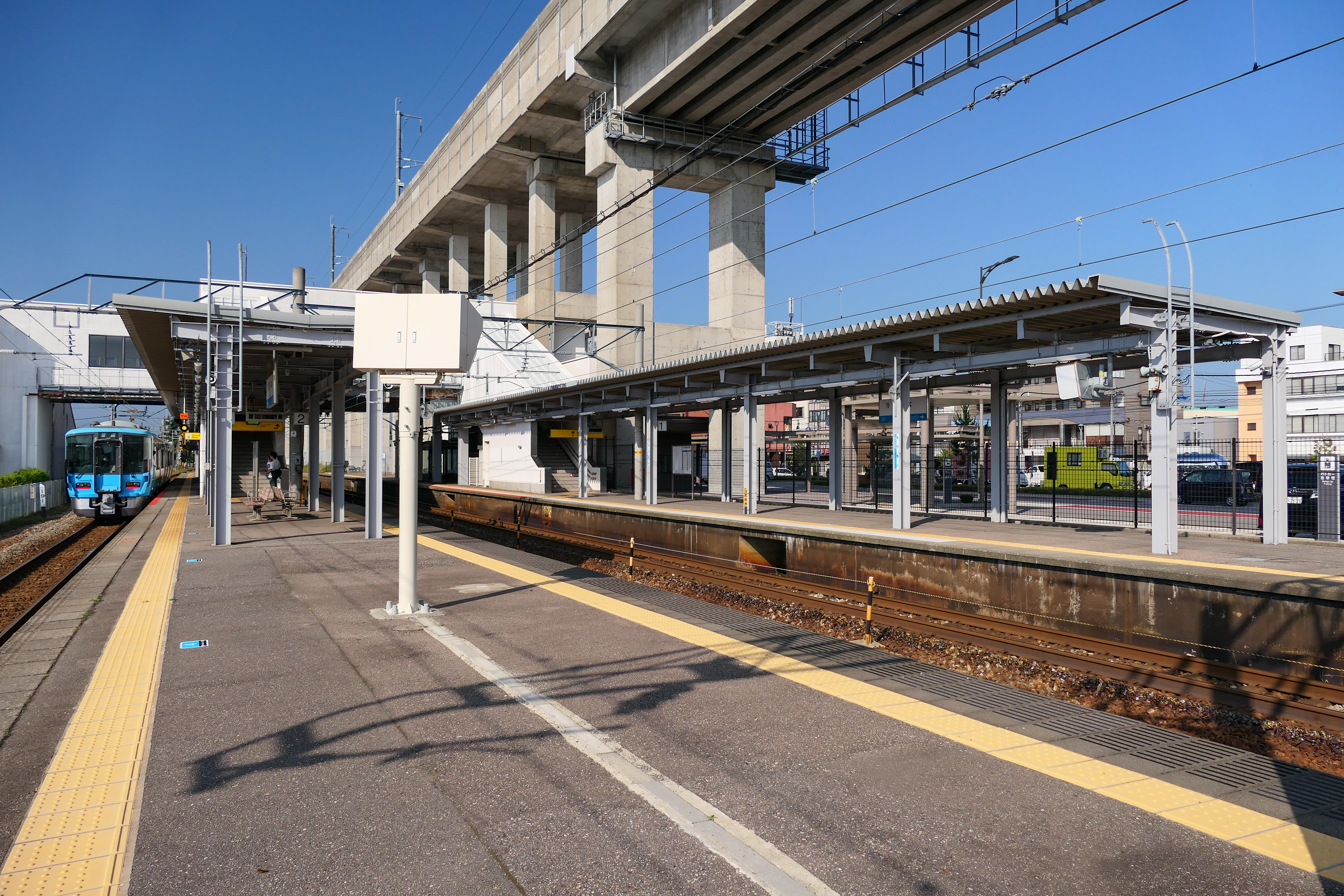
ホーム（2023年6月）

### 北陸新幹線建設による移転工事
北陸本線金沢駅 - 森本駅間は北陸新幹線建設に支障することとなり、それに伴う線路移設や駅舎改築などが行われている。
北陸新幹線開業以前は、当駅以西は貨物線と旅客線の複々線（南側より、上り貨物線、上り旅客線、下り旅客線、下り貨物線）となっており、当駅の直江津寄りで合流して複線となっていた。旅客ホームは駅舎に面して単式ホーム1面1線（1番のりば、上り本線/上り貨物線）と上下旅客線の間に島式ホーム1面2線（2・3番のりば）が設置されており、3番のりばの北側には下り貨物線、下り1番線、下り2番線が設置されていた。
2001年には森本駅自由通路新設のために留置線の撤去や貨物線のルート変更、ホームの改築が行われた。2002年10月20日から21日にかけて金沢駅 - 当駅間の線路切り替えが行われ、旅客線は貨物線に統合、複々線から複線に変更された。2003年には工事の進捗に伴い2番のりばは上下待避線として整備された。これは、東金沢駅移転による待避機能の移転によるものである。

## 利用状況
2019年（令和元年）度の1日平均乗車人員は1,663人である。
「石川県統計書」と「金沢市統計書」によると、近年の1日平均乗車人員の推移は以下の通りである。
| 年度   | 1日平均 乗車人員 |
| ------ | ---------------- |
| 1996年 | 1,822            |
| 1997年 | 1,860            |
| 1998年 | 1,836            |
| 1999年 | 1,703            |
| 2000年 | 1,641            |
| 2001年 | 1,565            |
| 2002年 | 1,577            |
| 2003年 | 1,603            |
| 2004年 | 1,582            |
| 2005年 | 1,599            |
| 2006年 | 1,594            |
| 2007年 | 1,595            |
| 2008年 | 1,618            |
| 2009年 | 1,521            |
| 2010年 | 1,566            |
| 2011年 | 1,563            |
| 2012年 | 1,576            |
| 2013年 | 1,643            |
| 2014年 | 1,468            |
| 2015年 | 1,628            |
| 2016年 | 1,637            |
| 2017年 | 1,662            |
| 2018年 | 1,699            |
| 2019年 | 1,663            |

備考
1. ↑  2014年度は2015年3月13日までの計347日間を集計したデータ。

## 駅周辺
金沢市中心部より国道359号（城北大通り）が伸びているが、駅より金沢寄りに位置する柳橋・法光寺地区を境に、小売りや飲食店のチェーン店や路線バスの本数などが急激に減る。そのため、それらの地区に比べると駅周辺は閑散としている。
2009年、駅前（ミサキストアー跡地）に大衆演劇場「金沢おぐら座」が開場した。閑散とした森本が再びにぎわいを取り戻しつつある。
乗降客は主に金沢への通勤・買い物客や近隣の北陵高校への通学生が中心となっている。駅前よりJRバスや北鉄金沢バスが運行しているが、鉄道との接続は一切図られていない。
- 北陸自動車道 金沢森本IC
- 森本郵便局
- 金沢市役所森本市民センター
- 国道359号
- 石川県道201号蚊爪森本停車場線
- 石川県道205号八田南森本線 - 北陸線を跨ぐ森本跨線橋（菊知坂）には、かつて多くの桜が植えられ、桜並木の坂道として知られていた。
- 深谷温泉（口湯、中ノ湯、元湯）
- 石川県立金沢北陵高等学校
- 石川県立金沢向陽高等学校
- 石川県立いしかわ特別支援学校
- 石川県立医王特別支援学校
- 国立病院機構医王病院
- 金沢おぐら座（劇場）[3]
- イオン金沢店
- ドン・キホーテ 金沢森本店

## バス路線
駅東広場に西日本JRバスの「森本駅」バス停と北鉄金沢バスの「森本駅前」バス停が設置されている。なお加越能バスの砺波 - 金沢線は2016年9月30日をもって廃止された。
- 西日本JRバス[23]
  - 名金線
  - 深谷温泉線
  - 才田線
- 北鉄金沢バス[24][25]
  - ■ 87 津幡線
  - ■ 32 柳橋円光寺線

## 隣の駅
IRいしかわ鉄道
■IRいしかわ鉄道線・■JR七尾線（JR七尾線は金沢駅 - 津幡駅間IRいしかわ鉄道線）
東金沢駅（金沢貨物ターミナル駅） - 森本駅 - 津幡駅
※金沢貨物ターミナル駅は日本貨物鉄道（JR貨物）の貨物駅である。